# Star Trek: The Helena Chronicles
Star Trek: The Helena Chronicles ist eine Star-Trek-Fanfilm-Reihe, die als Spin-off auf den Ereignissen der Star-Trek-Fanfilm-Reihe Star Trek: Hidden Frontier basiert. Letztere baut wiederum auf dem neunten Star-Trek-Kinofilm Star Trek: Der Aufstand auf.
Alle nicht an realen Orten spielenden Szenen wurden mittels der Green-Screen-Technik gefilmt und mit Standbildern der Serien oder selbst erschaffenen Hintergründen kombiniert. Die Weltraumszenen wurden durch selbstproduzierte Computer-Generated-Imagery-Effekte (CGI) erschaffen.
Dabei spielt bei The Helena Chronicles nur noch ein Teil der ehemaligen Darsteller von Hidden Frontier mit. So werden die meisten Personen, die nicht auf der U.S.S. Helena stationiert sind, als Gastdarsteller aufgeführt.

## Handlung
The Helena Chronicles spielt größtenteils auf der U.S.S. Helena, die in der letzten Episode der 6. Staffel in Hidden Frontier in Dienst gestellt wird. Dabei übernimmt Captain Tolian Naros (Larry LaVerne), der ehemalige Commander der U.S.S. Excelsior, zunächst auf Zeit das Kommando. Nachdem er seit der letzten Episode der 7. Staffel vermisst wird, übernimmt Commander Theresa Faisal das Kommando.

## Besetzung
| Rolle              | Rolle          | Rolle      | Schauspieler   | Dauer der Hauptrolle | Dauer der Hauptrolle |
| Rang               | Name           | Abteilung  | Schauspieler   | Staffeln             | Episoden             |
| ------------------ | -------------- | ---------- | -------------- | -------------------- | -------------------- |
| Cpt.               | Theresa Faisal | Kommando   | Sharon Savene  | 1–                   | 1–                   |
| Cmdr.              | Jorian Dao     | Kommando   | Adam Browne    | 1–                   | 1–                   |
| Lt. Cmdr.          | Arvin Rockney  | Ingenieur  | Pk Eiselt      | 1–                   | 1–                   |
| Lt.                | Dais           | Sicherheit | Gina DeVettori | 1–                   | 1–                   |
| Lt.                | Mordan Ness    | Medizin    | Ben Euphrat    | 1–                   | 1–                   |
| Lt. Jg.            | Artim Bandya   | Kommando   | Beau Williams  | 1–                   | 1–                   |
| ehemalig Lt. Cmdr. | Corey Aster    | Zivilist   | J.T. Tepnapa   | 1–                   | 1–                   |

| Rolle                    | Rolle        | Rolle     | Schauspieler  | Dauer der Hauptrolle | Dauer der Hauptrolle |
| Rang                     | Name         | Abteilung | Schauspieler  | Staffeln             | Episoden             |
| ------------------------ | ------------ | --------- | ------------- | -------------------- | -------------------- |
| Cmdr. (U.S.S. Excelsior) | Robin Lefler | Kommando  | Joanne Busch  | 1–                   | 1–                   |
| Admiral (Deep Space 12)  | Ian Knapp    | Kommando  | David W. Dial | 1–                   | 1–                   |

## Episodenliste
| Episode (Gesamt) | Episode (Staffel) | Titel             | Veröffentlichung | Autor             |
| ---------------- | ----------------- | ----------------- | ---------------- | ----------------- |
| 1                | 1                 | Sanctuary Lost    | Jan. 2008        | Brian S. Matthews |
| 2                | 2                 | Obsessions        | Jan. 2008        | Brian S. Matthews |
| 3                | 3                 | Letter of the Law | 18. Dez. 2008    | Brian S. Matthews |

| Episode (Gesamt) | Episode (Staffel) | Titel            | Veröffentlichung | Autor             |
| ---------------- | ----------------- | ---------------- | ---------------- | ----------------- |
| 4                | 1                 | The Minstrel Boy | 22. Feb. 2009    | Brian S. Matthews |
| 5                | 2                 | Red Sky at Morn  | 11. Okt. 2009    | Brian S. Matthews |
| 6                | 3                 | Leashed Thunder  | 15. Nov. 2009    | Brian S. Matthews |